# Sigrun Kiesewetter
Sigrun Kiesewetter (* 4. Dezember 1939 in Stettin; † 11. Oktober 2019; eigentlich Sigrun Le Ker-Kiesewetter) war eine deutsche Sängerin und Schriftstellerin. Unter anderem wurde sie mit niederdeutschen Liedern bekannt.

## Leben
Sigrun Kiesewetter war eine Schwester von Knut und Hartmut Kiesewetter. Sie wuchs in Eiderstedt auf. Nach ihrem Abschluss als Kindergärtnerin studierte sie 1960 an der Hamburger Hochschule für Musik und darstellende Kunst Gesang und Schauspiel. 1963 bildete sie sich in Lugano bei (Frederick?) Husler im Fach Stimmbildung weiter. 1966 schloss sie ihre Studien ab.
Anschließend wurde sie an zahlreichen Theatern engagiert. 1968 sang sie drei Stücke der deutschen Übersetzung des Musicals Anatevka, die auch in der Synchronfassung des 1971 veröffentlichten Films Anatevka zu hören sind. Auf der 1975 erschienenen LP Över de stillen straten singt sie niederdeutsche und nordfriesische Lieder. Nach der Geburt ihres zweiten Sohnes vertonte sie eigene Liedtexte.
Sigrun Kiesewetter unterrichtete Stimmbildung und schrieb Kurzgeschichten, die teilweise im Rowohlt-Verlag veröffentlicht wurden.

## Diskographie

### Soloalben
- 1975: Över de stillen straten (RCA)
- 1975: Der Storch – As uns Moder sung (Plattdeutsche Lieder), (Pirol LC 4188), LP für den Schutz der schleswig-holsteinischen Störche (Deutscher Bund für Vogelschutz)
- 1984: Oh, käm das Morgenrot herauf – Pazifistische Lieder aus 3 Jahrhunderten (Nordfriesland Records/Pläne)
- 1991: Lust auf Hamburg (Matthias Bosch)
- 1998: Es ist für uns eine Zeit angekommen (Bear Family Records)
- 2017: Kennst Du das Land (Sigrun Kiesewetter)

### Aufnahmen mit anderen Musikern
- 1964: Songs und Balladen (mit Knut Kiesewetter und Hartmut Kiesewetter)
- 1968: Anatevka (mit Shmuel Rodensky u. a.)
- 1977: Leeder, Lüüd un Fresenland (mit Knut Kiesewetter, Fiede Kay, der Gruppe Moin, Regine Kiesewetter und Hein Hoop)
- 1977: Wiehnachten is nich wiet (mit Knut Kiesewetter, Fiede Kay, Dorothea Holländer, Peter Beil u. a.)
- 1980: Die großen 12 vom Fresenhof (mit Knut Kiesewetter, Fiede Kay, Ursel Wolf u. a.)
- 1983: Norddeutsche Weihnachten (mit Knut Kiesewetter, Fiede Kay und der Finkwarder Speeldeel)
- 1992: Dor is miene Heimat (mit Knut Kiesewetter, Hannes Wader, Fiede Kay, Plattfööt u. a.)